# Exit, Voice, and Loyalty
Exit, Voice and Loyalty (sous-titré Responses to decline in firms, organizations and states) est un livre du socio-économiste américain d'origine allemande Albert Hirschman, paru en 1970 à Harvard University Press, qui a eu une influence durable sur les pensées des auteurs en organisation, en économie et en sciences politiques. 
Il a été traduit en français en 1972 sous le titre Défection et prise de parole.
Hirschman part de l'hypothèse que toutes les institutions publiques ou privées peuvent avoir des défaillances qui aboutissent à la baisse de qualité des biens et services qu'elles délivrent. Face à cela, les consommateurs ou usagers ont le choix entre trois comportements: la porte de sortie (exit, la sortie en français), l'interpellation de l'institution (voice, la voix en français) ou l'acceptation du statu quo (loyalty, la loyauté en français). 
Pour construire sa théorie, Hirschman mêle les outils de l’économiste et ceux du politiste. Il pointe ainsi deux types de comportements qui peuvent corriger les défaillances d'une entreprise : la défection (exit) et la prise de parole (voice). Le premier est bien étudié et encadré avec le droit de la concurrence et la pression correctrice du marché. Les économistes ont systématiquement oublié ou négligé le second, parce qu'il appartient à la caisse à outils des politologues plus qu'à la leur.

## Genèse de la théorie dans ses travaux d'économie du développement
Hirschman a construit sa théorie à partir de l'analyse des transports ferroviaires au Nigeria dans les années 1960 qu'il décrit dans la publication Development Projects Observed en 1967. 
Dans la situation étudiée, la qualité du service de transport se dégrade. Les usagers « font jouer » la concurrence du transport routier et pourtant, cela ne suffit pas pour provoquer une adaptation de l’organisation. Les usagers mécontents se tournent alors de manière plus massive vers le transport par route tandis que le maintien des financements publics empêche paradoxalement l’organisation de rechercher des voies d’amélioration. Pour Hirschman, le principal problème posé par de telles situations est l’absence de prise de parole des usagers. Dans ce type de cas la concurrence se révèle bien moins « un moteur aux bonnes performances qu’une espèce d’incitation aux mauvaises » . En effet, la seule présence d’une concurrence ne suffit pas à rassembler les informations nécessaires à l’organisation pour améliorer son service. En ce sens, le comportement de défection est considéré comme inférieur, d’un point de vue de l’efficacité dynamique, aux interpellations, qui fournissent plus d’indications susceptibles de réorienter dans la bonne direction l’organisation déclinante.

## Résumé de la théorie présentée dans le livre
Albert Hirschman part de quatre hypothèses : 
1. Toutes les institutions privées et publiques peuvent avoir des défaillances qui réduit la qualité des biens et services produits.
2. Face à ces défaillances, les comportements des clients et usagers sont de trois types : la sortie, l'interpellation ou la loyauté.
3. Les deux premiers constituent des mécanismes d’alerte et de pression qui peuvent amener l'institution à corriger les défaillances. Le recours à la concurrence (sortie) est connu depuis Adam Smith et sa main invisible, mais c'est moins le cas de l'interpellation.
4. Pour les institutions publiques où le recours à la concurrence (exit) est impossible, l'interpellation par les usagers est une force correctrice à reconnaître et à encourager.

À partir de là, il décrit comment les trois grandes modalités de comportement permettant de corriger ou non les défaillances des organisations. La première, c’est la défection, (l’exit), quand les clients vont chez la concurrence, ce qui fait perdre des parts de marché à l’entreprise et l’oblige à changer pour survivre. La seconde c’est l’interpellation (voice), quand les clients ou usagers se plaignent, expriment leur mécontentement ou des demandes en s’adressant à la direction ou à une autorité qui a prise sur la direction.

### La définition de la notion d'interpellation (voice) par Hirschmann
Dans son livre (p. 45), Hirschmann définit la voice comme « toute tentative visant à modifier un état de fait jugé insatisfaisant, que ce soit en adressant des lettres individuelles ou des pétitions collectives à la direction en place, en faisant appel à une instance supérieure ayant prise sur la direction ou en ayant recours à divers types d’action, notamment celles qui ont pour but de mobiliser l’opinion publique ». 

### La régulation par l'interpellation comme alternative à la libre concurrence
Hirschman démontre que l' exit n'est pas le seul moyen d'action contre la défaillance, la voice en est un autre. Ceci est particulièrement vrai pour les entreprises en situation de monopole (en France, comme l'étaient la SNCF ou EDF-GDF), mais c'est aussi le cas pour les biens durables. Supposons qu'un individu ait acquis une voiture qui fonctionne mal, il est assez peu probable qu'il se précipite chez un concurrent pour acheter un nouveau véhicule (exit). Il ira plutôt se plaindre (voice). Conclusion : la prise de parole n'est pas un épiphénomène, y compris dans la vie économique.
Pour les services publics, l'interpellation est ainsi un mécanisme régulateur qui est une alternative à la mise en concurrence pour générer une pression qui pousse à l'amélioration des services et la satisfaction des usagers et clients.

## Débats et perspectives autour de la théorie d'Hirschman
- Si vous ne connaissez pas le sujet, laissez ce bandeau (vous pouvez alors contacter les auteurs).
- Si vous supprimez le contenu mis en cause (vous pouvez préalablement contacter les auteurs),

argumentez précisément cette suppression dans la page de discussion
(un manque de référence n'est pas un argument ; une recherche réelle de référence doit avoir été effectuée, être formellement documentée).
La correction des défaillances par l’exit est reconnue depuis Adam Smith. Elle est organisée, encouragée par le système légal et politique inspiré du libéralisme pour lequel la possibilité des consommateurs de sortir rend possible la pression correctrice de la main invisible du marché. Plus récemment, le néo-libéralisme promeut cette modalité et donc la nécessaire organisation de la libre-concurrence dans tous les domaines comme la seule forme efficace de gouvernance de l'économie. L’État et les pouvoirs publics organisent la concurrence et le marché (lois anti-trust, autorités de garantie de la concurrence, etc.). Mais certains économistes critiquent la valorisation de cette seule modalité de régulation et l'organisation d'une société du tout marché (voir entre autres Pierre Dardot et Christian Laval dans leur ouvrage La nouvelle Raison du Monde (2009)).  
La correction des défaillances par la voice est acceptée et protégée dans l'approche du libéralisme politique (principe de la liberté d’expression, liberté de manifestations…). Mais, comme Hirschman le pointe dans son ouvrage, les économistes n'ont pas avant lui, théorisé, encouragé, et promu l'organisation d'un droit d'interpellation des citoyens-usagers qui soit reconnu au niveau du droit de la concurrence comme mécanisme de correction de l'économie. Pour des services publics en situation de monopole, comme l’a bien noté Hirschamn, soit l’exit n’est pas possible, soit les mécanismes correcteurs du marché ne fonctionnent pas. En suivant les analyses proposées dans Exit, Voice, and Loyalty, il serait ainsi nécessaire d'organiser un droit d'interpellation avec autant de rigueurs et de moyens qu'est organisée et mise en œuvre l'organisation de la concurrence libre et non faussée.